# Gyaribli
Gyaribli (ryska: Гарибли) är en ort i Azerbajdzjan.   Den ligger i distriktet Tovuz Rayonu, i den västra delen av landet, 400 km väster om huvudstaden Baku. Gyaribli ligger 936 meter över havet och antalet invånare är 2 121.
Terrängen runt Gyaribli är huvudsakligen lite bergig. Gyaribli ligger nere i en dal som går i nord-sydlig riktning. Närmaste större samhälle är Kyadabek, 19,2 km sydost om Gyaribli. 
Trakten runt Gyaribli består i huvudsak av gräsmarker. Runt Gyaribli är det ganska tätbefolkat, med 70 invånare per kvadratkilometer.